# Moschusböckchen

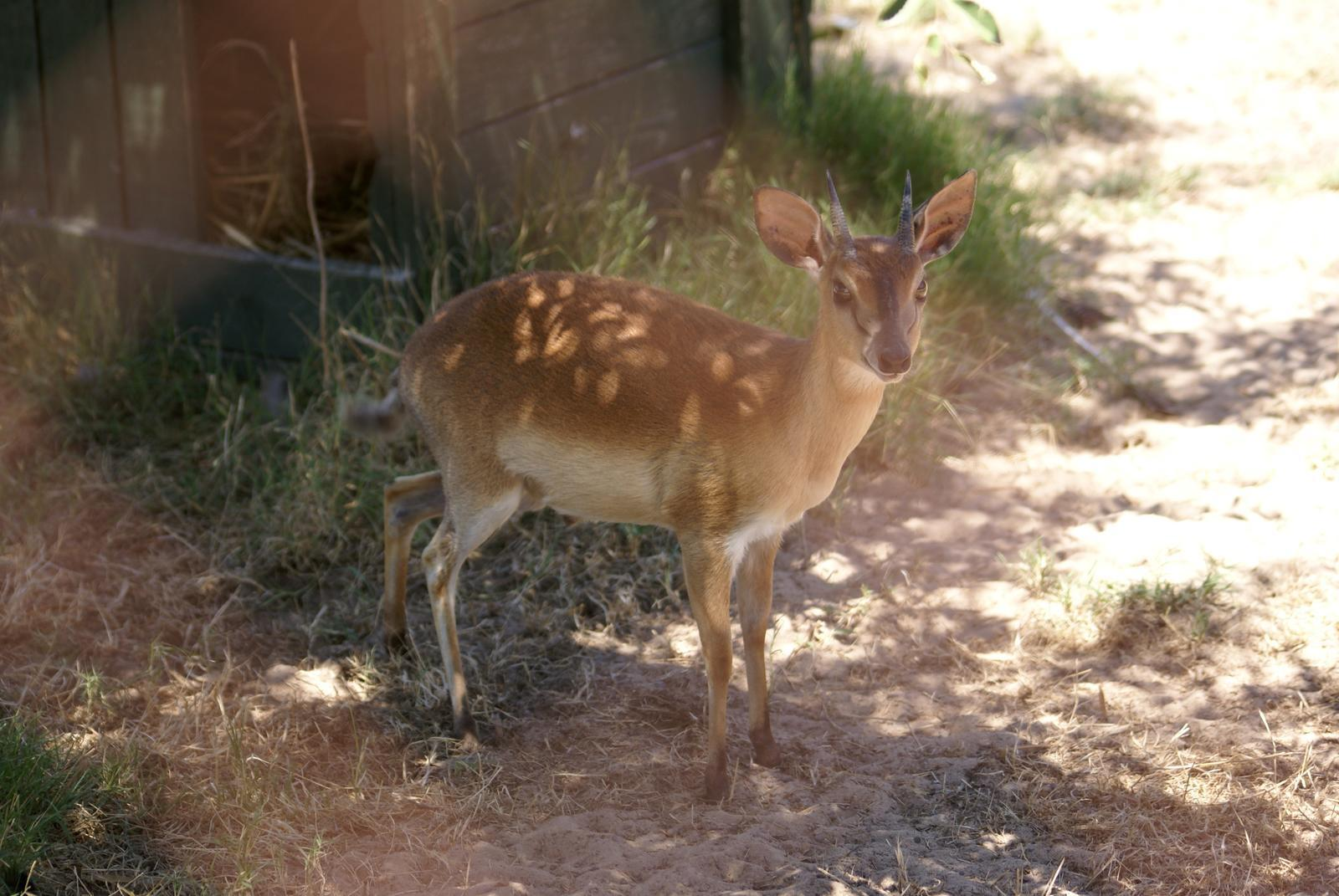
Männchen

Das Moschusböckchen (Nesotragus moschatus, Syn.: Neotragus moschatus) – auch Suni genannt – ist eine in Ostafrika lebende Zwergantilope. Das Moschusböckchen zählt zu den kleinsten Antilopenarten weltweit. Seinen Namen trägt es aufgrund der auffallenden Duftdrüsen im Gesicht, die stark nach Moschus riechen.

## Merkmale
Das scheue Böckchen bekommt man selten zu sehen. Es ist mit einem Gewicht von bis zu acht Kilogramm und einer Schulterhöhe von bis zu 40 Zentimetern zwar kleiner als der Sharpe-Greisbock, man könnte es aber wegen des kräftigen, rotbraunen, weiß gesprenkelten Haarkleids, das am Bauch weiß ist, mit diesem verwechseln. Der Schwanz hat eine weiße Spitze und wird ständig bewegt. Da die Ohren innen rosa sind, wirken sie fast durchsichtig. Männchen tragen kurze, gerade, stark geringelte Hörner, sie besitzen auch eine auffallende Drüse vor jedem Auge.
Nur das Männchen entwickelt Hörner.

## Lebensweise
Moschusböckchen sind sogenannte Selektierer, das heißt, sie fressen nur bestimmte, nährstoffreiche Pflanzen. Sie äsen dabei in der Krautschicht und an niedrigen Büschen. Moschusböckchen kommen nur in trockenem Dickicht oder Galeriewäldern mit dichtem Unterholz vor. Sie sind während der kühleren Tageszeit und nachts aktiv. Das an ein Revier gebundene Männchen führt ein bis vier Weibchen. Es ist ausgesprochen territorial. Der Zoologe C. A. Spinage berichtet von der Begegnung mit einem in Gefangenschaft gehaltenen Moschusböckchen, das ihn, ohne zu zögern, angriff, als er sein Gehege betrat. Trotz der geringen Größe des Angreifers musste er den Rückzug antreten.

## Verbreitung
Das Moschusböckchen lebt in den Trockensavannen entlang der Ostküste Afrikas. Es kommt unter anderem in den Naturschutzgebieten St.-Lucia-Komplex, Krügerpark, Mana Pools, Arusha-Nationalpark, Kilimandscharo, Mt. Kenia und Amboseli vor. 
Obwohl sein Fleisch als weniger schmackhaft als das anderer Böckchen gilt, ist das Moschusböckchen in großen Teilen seines Verbreitungsgebiets selten geworden. 
Das Moschusböckchen gehört zu den wenigen wilden Säugetieren der Insel Sansibar – die hier lebenden Bestände bilden eine eigene Unterart (Nesotragus moschatus moschatus) und sind besonders bedroht.

## Einzelbelege
1. ↑   Spinage, S. 196
2. ↑   Spinage, S. 196
3. ↑   Spinage, S. 68–69
4. ↑   Spinage, S. 133